# 모르쇠시

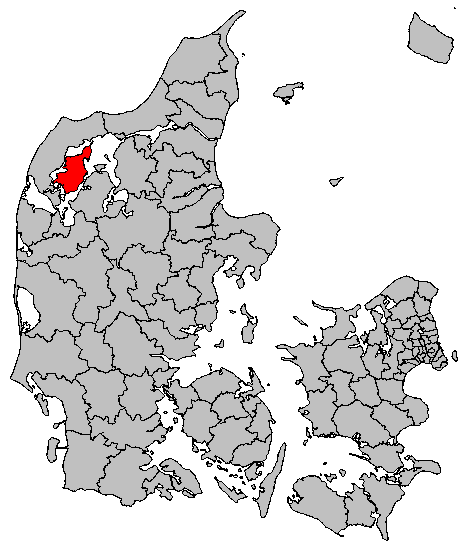
모르쇠시의 위치

모르쇠시(덴마크어: Morsø Kommune)는 덴마크 북윌란 지역에 위치한 지방 자치체로 행정 중심지는 뉘쾨빙모르스이며 면적은 368km2, 인구는 22,091명(2008년 기준)이다. 모르스섬(모르쇠섬)에 위치한다.